# Juan Son

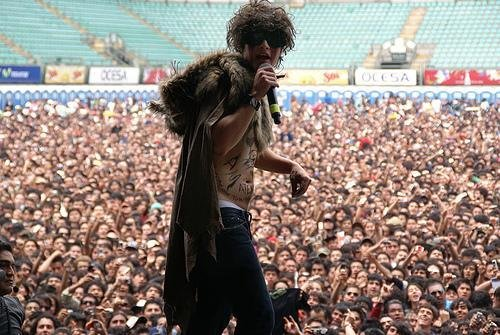
Juan Son von der Backstage

Juan Carlos Pereda, allgemein bekannt als Juan Son, (* 24. November 1984 in Guadalajara, Mexiko) ist ein mexikanischer Sänger und Komponist der experimentellen Musik. Er ist ehemaliges Mitglied der Indie-Rock-Band Porter.

## Biografie
Juan Son, geboren als Juan Carlos Pereda 1984, begann seine künstlerische Karriere im Jahr 2001 in einer Rockband aus seiner Heimatstadt Guadalajara. Im Jahr 2003, im Alter von 19 Jahren, ging er nach London, um dort Zeitgenössische Musik zu studieren. Ein Jahr später kehrte er zurück und wurde Sänger der Band Porter (wörtlich: Gepäckträger). Seine Tenorstimme machte die fünfköpfige Band kurzzeitig zu einer der beliebtesten Gruppen der Indie-Rock-Bewegung. Nach einem kurzen erfolgreichen Lauf trennte sich die Gruppe aufgrund kreativer Differenzen, und Son wurde ein Solosänger. Sein erstes Album, Mermaid Sashimi (2009), brachte ihm eine Latin-Grammy-Nominierung für den besten Alternative Song. Sons nutzt Techniken wie Sample, Stimmeffekte, wortlosen Gesang, und das Singen in verschiedenen Sprachen. 2010 zog er nach New York, wo er Bekanntschaft mit vielen berühmten Persönlichkeiten der Musik machte. Mit Simone Pace, der Schlagzeuger von Blonde Redhead, erstellte er das Album Space Hymns, eine Zusammenarbeit zwischen den beiden unter dem Namen AEIOU.

## Diskografie

### MitPorter
- Donde los ponys pastan (2007)
- Atemahawke (2007)

### Solo
- Mermaid Sashimi (2009)

### Als AEIOU
- Space Hymns (2011, bisher nur in Mexiko)

### Duetts
- mit Julieta Venegas: Unplugged (2008)